# MAN 750 HO-SL
Le MAN 750 HO-SL est un autobus construit par MAN entre 1969 et 1972 puis 1972 et 1975 pour le MAN SL 192. Il s’agit de la version produite par MAN de l’Autobus standard VÖV.

## Histoire
En 1968 l'autobus standard MAN 750 HO-SL est présenté. Il s'agit d'un modèle issu de l'autobus Metrobus MAN 750 HO-M11 A, son prédécesseur. La production en série débute en 1970, pour l'occasion l'avant et le toit sont modifiés. La version 192 ch est également produite.
La désignation des modèles est modifiée en 1972, le MAN 750 HO-SL devient MAN SL 192 et le seul moteur disponible est alors la version 192 ch.
La production cesse en 1975, après la sortie du MAN SL 200, successeur du SL 192, et également basé sur l’Autobus standard VÖV de première génération. Les deux modèles ont été produits en parallèle entre 1973 et 1975.

## Caractéristiques techniques
Cet autobus possède 38 ou 45 places assises et 75 ou 61 places debout soit 113 ou 106 places au total.
- Longueur             = 11,000 m
- Largeur              = 2,500 m
- Hauteur              = 2,945 m
- Poids à vide         = 16,000 t
- Puissance            = 160 ch pour le 750 HO-SL, 192 ch pour le SL 192.
- Moteur               = MAN D 2156 HMXU

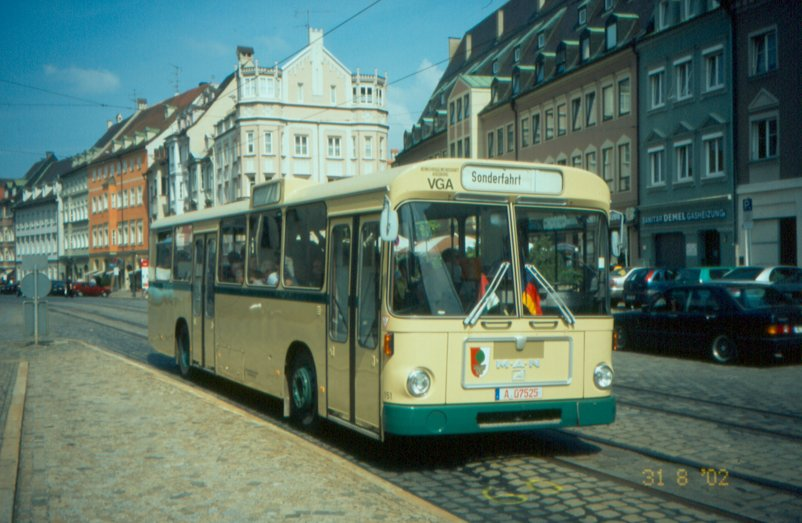
MAN SL 192 à Augsbourg
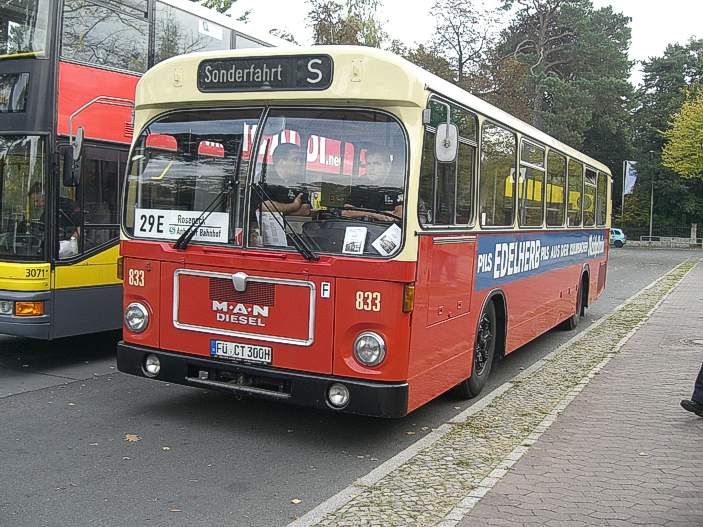
MAN SL 192 du musée de Fürth